# Nadin Heé
Nadin Heé ist eine deutsche Japanologin und Professorin für Japanologie an der Universität Leipzig.

## Karriere
Heé studierte von 1997 bis 2004 Sozial- und Wirtschaftsgeschichte, Japanologie und Kunstgeschichte Ostasiens an der Universität Zürich und der Dōshisha-Universität in Kyoto. Seit 2005 war sie für zwei Jahre Stipendiatin am Deutschen Institut für Japanstudien in Tokyo und zeitgleich leitete sie das Forschungsprojekt „Surimono“. Bis 2009 war sie wissenschaftliche Mitarbeiterin an der Freie Universität Berlin, wo sie ihre Dissertation zu Taiwan unter japanischer Kolonialherrschaft schrieb. Diese wurde 2013 mit dem JaDe-Preis ausgezeichnet. Von 2011 an habilitierte sie bei Professor Sebastian Conrad in der Globalgeschichte. Im Wintersemester 2013/14 hielt sie eine Gastprofessur an der Humboldt-Universität zu Berlin. Von 2015 bis 2021 wurde daraus eine Juniorprofessur für Globale Wissensgeschichte an derselben Universität. Danach war sie bis März 2024 Professorin an der Universität Osaka. Seit April 2024 ist sie Professorin für Globalgeschichte des Modernen Japans an der Universität Leipzig. Mit Daniel Hedinger leitet sie das Zentrum für transimperiale Geschichte.
Ihre Forschungsschwerpunkte sind Japan als Kolonialmacht in Pazifik und imperiale japanische Kontexte. Sie legt einen starken Fokus auf Japan als Insel, die in eine maritime Wirtschaft eingebunden ist.

## Werke

### Monografien
- Imperiales Wissen und koloniale Gewalt. Japans Herrschaft in Taiwan 1895-1945. Campus. Frankfurt am Main 2012.
- Mit Daniel Hedinger: Transimperial History. Connectivity, Cooperation, and Competition. Journal of Modern European History, 2018.
- Globalizing Japanese Tuna fisheries. Oceanic Sovereignty in the Twentieth-Century Transimperial Indo-Pacific. Annales, 2023.

### Herausgeberschaft
- Mit John Carpenter: Surimono: Die Kunst der Anspielung in japanischen Holzdrucken. Museum Rietberg Zürich. Zürich 2008.
- Mit Sebastian Conrad, Ulrike Schaper: Ordering the Colonial World around the Turn of the 20th Century – Global and Comparative Perspectives. In: Comparativ. Zeitschrift für Globalgeschichte und vergleichende Gesellschaftsforschung. Heft 1. 2009.